# Чарлз Глен Кінг
Чарлз Глен Кінг (англ. Charles Glen King; 22 жовтня 1896 — 23 січня 1988) — американський біохімік, піонер у галузі дослідження харчових речовин. Він виділив вітамін C практично одночасно та незалежно від Альберта Сент-Дьйорді, тому вважається, що Кінг заслуговує на визнання за відкриття цього вітаміну нарівні з Сент-Дьйорді.

## Біографія
Народився в Ентіаті (штат Вашингтон, США) та рано вступив до Університету штату Вашингтон, оскільки його місцева однокімнатна школа не мала 12 ступеня навчання. Перша світова війна перервала набуття вищої освіти. Кінг служив кулеметником в 12-ій піхоті. Він отримав свій освітній ступінь бакалавра наук (B.Sc.) лише в 1918 році. Одразу ж після отримання цього ступеня він перейшов в Університет Піттсбурга, де отримав ступінь магістра наук (M.Sc.) в 1920 році та доктора філософії (Ph.D.) в 1923 році. Від початку свого навчання в аспірантурі, його зацікавила галузь вітамінів, вивчення яких тільки зароджувалося. Кінг залишався професором у Піттсбургу до 1942 року, доки він не став першим науковим директором фонду Nutrition Foundation, Inc. Цей фонд займався розвитком наукових та суспільних досліджень питань, пов'язаних зі здоров'ям як у США, так і на міжнародному рівні.
Внесок Кінга в науку харчових речовин здебільшого асоціюється з виділенням ним вітаміну С в 1931—1932 роках, коли він намагався виділити та охарактеризувати цей вітамін з лимонного соку для вивчення протицингової активності на морських свинках. Альберт Сент-Дьйорді проводив схожі дослідження в Університеті Сегеда (Угорщина), зосередившись на гексуроновій кислоті. Активна речовина виділена Кінгом була практично хімічно ідентична до гексуронової кислоти Сент-Дьйорді, але С. С. Сілва заявляв, ґрунтуючись на власних дослідженнях, що гексуронова кислота не є вітаміном С. Однак, протягом двох тижнів на весні 1932 року, спочатку Кінг, а згодом Сент-Дьйорді опублікували статті, де вони стверджували, що вітамін С та гексуронова кислота насправді одна й та ж сполука. Альберт Сент-Дьйорді отримав згодом Нобелівську премію з фізіології або медицини за свою частину досліджень, але протиріччя так і залишилося, чи заслуговують ці обидва науковці однакового визнання. Згодом Кінг виявив важливу функціональну роль вітаміну В і протягом своєї 40-річної наукової кар'єри зробив багато важливих внесків у галузі дослідження жирів, ферментів та вітамінів. Кінг написав понад 200 статей про позитивний ефект вітамінів у харчовій медичній практиці.